# كلاوس شيلينغ
كلوز شيلينغ (بالألمانية: Claus Schilling)‏ هو طبيب عسكري ألماني، ولد في 5 يوليو 1871 في ميونخ في ألمانيا، وتوفي في 28 مايو 1946 في لاندسبرغ إم لش في ألمانيا بسبب شنق.